# Fiske Seminary
Fiske Seminary var en skola för flickor i Urmia i Iran, som grundades 1838. 
Skolan grundades av den amerikanska presbryterianska missionen i Iran. Det var den första flickskolan i Iran. Det blev en internatskola 1843. Bland ämnena fanns läsning, översättning, engelska, geografi, aritmetik, naturhistoria, sjunga, sy och sticka. 
Liksom de övriga skolorna för flickor som grundades i Iran av västerländska missionärer under 1800-talet tillät myndigheterna bara skolan att acceptera icke muslimska elever (nestorianska kristna, zoroastriska och judiska flickor). 1883 fanns endast en kvinna i Urmia som kunde läsa och skriva, men 1885 uppgavs 600 kvinnor vara litterata (alla kristna). 1906 tilläts allmänt muslimska flickor i Iran att gå i skola. 